# Fully qualified domain name
A Fully Qualified Domain Name (FQDN), azaz teljesen minősített tartománynév vagy abszolút/teljes doménnév olyan tartománynév, ami  pontosan meghatározza a helyet a DNS fahierarchiájában. Meghatározza a tartomány összes szintjét, beleértve a legfelső tartományt (top-level domain) és a gyökértartományt (root domain). A teljesen minősített tartománynevet a félreérthetetlensége különbözteti meg; csak egyféleképpen értelmezhető.
Példaképpen legyen adott egy eszköz, az engepem helyi állomásnévvel és egy szülő domain névvel, ami legyen peldaul.org, így a teljesen minősített tartománynév az engepem.peldaul.org. Az FQDN ezért egyedileg azonosítja az eszközt - miközben még rengeteg engepem nevű eszköz lehet az interneten, de engepem.peldaul.org csak egy van.
A DNS-ben, de elsősorban a DNS-zónát leíró zónafájlokban az FQDN pontokkal van részekre osztva, pl. valamelyikgep.peldaul.org., ahol az utolsó pont jelöli a gyökértartományt (de általában nem szoktuk kiírni). A legtöbb úgynevezett DNS resolver feldolgozza a domainnevet, ami tartalmaz egy pontot, ahogy az az FQDN-ben lenni szokott, vagy hozzáadja az utolsó, szükséges pontot a DNS-fa gyökeréhez. A resolverek a domain nevet pont nélkül minősítetlenként dolgozzák fel és automatikusan hozzá fűzi a rendszer alapértelmezett domain nevét és az utolsó pontot.
Néhány alkalmazás, olyanok mint például a webböngészők, megpróbálják a domain nevet URL-ként (egységes erőforrás-azonosítóként) értelmezni, ha a resolver nem találja a meghatározott domaint. Néhány alkalmazás azonban nem használ elválasztó pontot a teljesség jelzése érdekében, mert a mögötte lévő protokollok úgyis igénylik az FQDN használatát (pl. e-mail).

## Fordítás
Ez a szócikk részben vagy egészben  a   Fully qualified domain name című angol Wikipédia-szócikk fordításán alapul.  Az eredeti cikk szerkesztőit annak laptörténete sorolja fel. Ez a jelzés csupán a megfogalmazás eredetét és a szerzői jogokat jelzi, nem szolgál a cikkben szereplő információk forrásmegjelöléseként.